# Cleanor d'Orcomen
Cleanor d'Orcomen (en llatí Cleanor, en grec antic Κλεάνωρ, Kleànor) fou un arcadi que va formar part de l'Expedició dels deu mil, l'exèrcit mercenari reclutat per Cir el Jove.
Xenofont diu que després de la batalla de Cunaxa l'any 401 aC va refusar la rendició dels mercenaris grecs que exigia el rei Artaxerxes II de Pèrsia. El sàtrapa Tisafernes va capturar a Clearc a traïció junt amb altres generals i Cleanor va ser un dels generals designats per ocupar les vacants i durant la retirada es va comportar amb valor.
Quan els grecs es van trobar decebuts per l'aventurer Ceratades, amb el qual van sortir de Bizanci, Cleanor va ser un dels que van aconsellar que haurien d'entrar al servei de Seutes II, el príncep odrisi de Tràcia, i sembla que el rei l'havia subornat regalant-li un cavall.
Va cooperar amb Xenofont, del que tenia una alta opinió, en la reclamació de la paga promesa per Seutes als mercenaris.